# Lupe Ontiveros
Guadalupe Moreno, coniugata Ontiveros, detta Lupe (El Paso, 17 settembre 1942 – Whittier, 26 luglio 2012), è stata un'attrice statunitense attiva fin dagli anni settanta in campo cinematografico, televisivo e teatrale.
Complessivamente, tra cinema e televisione, partecipò a circa 150 differenti produzioni, impersonando soprattutto domestiche e governanti latino-americane, ruoli nei quali si avvaleva del suo accento ispanico.
Tra le sue interpretazioni più note figurano quello di Rosalita nei Goonies (1985), Yolanda Saldívar in Selena (1997), Magdalena Tiant nella serie televisiva Greetings from Tucson (2002-03) e quello di Juanita Solis in Desperate Housewives.
Lavorò spesso con il regista Gregory Nava.
Oltre che attrice, fu attivista nelle battaglie contro le violenze domestiche e l'AIDS.

## Biografia

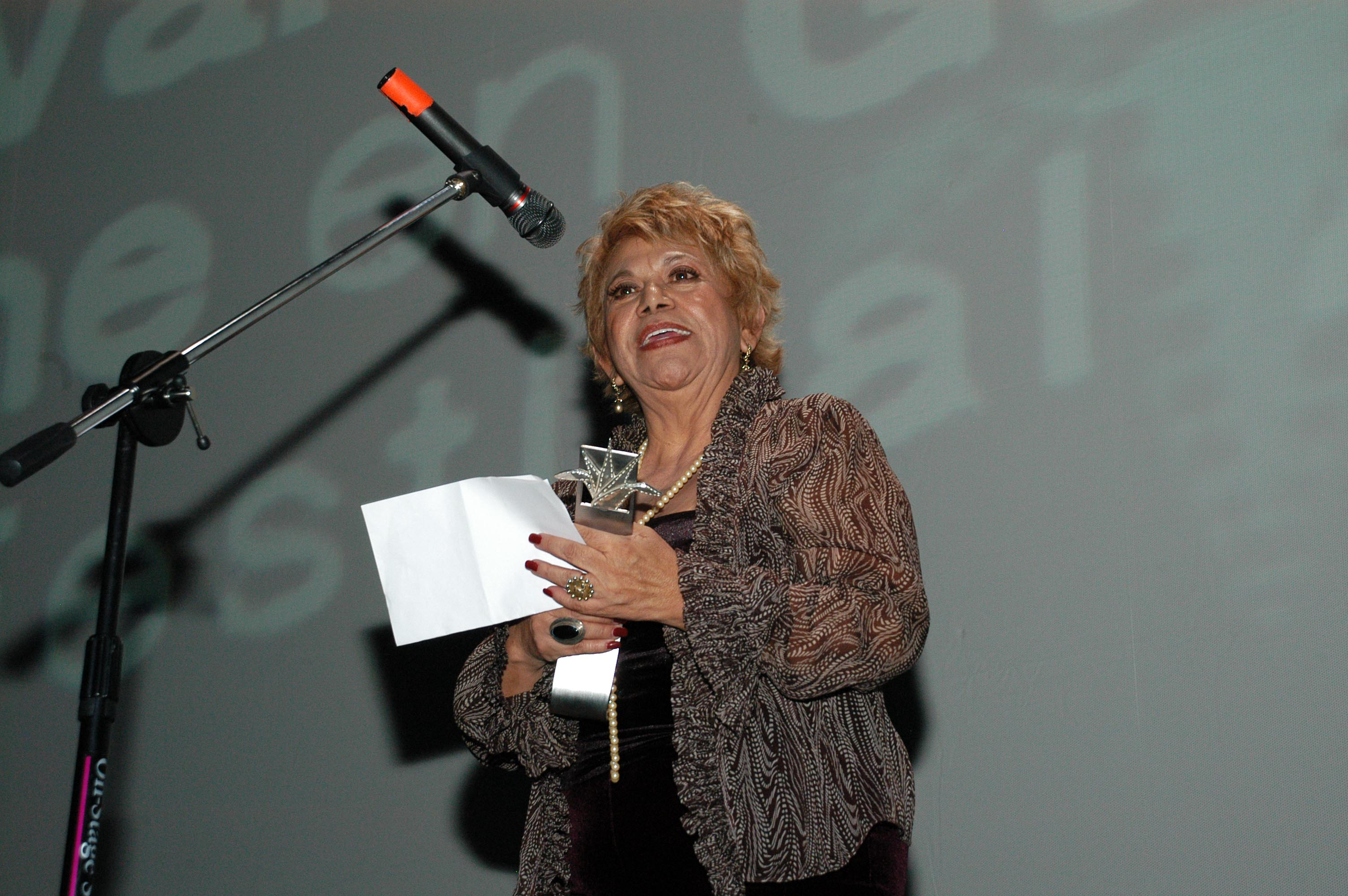
Lupe Ontiveros al Festival Internazionale del Cinema di Guadalajara 2008

Guadalupe Moreno nacque nel 1942 a El Paso, in Texas, figlia unica di Juan Moreno e Luz Castañón, coppia di immigrati messicani proprietari di due ristoranti e di una ditta di tortilla.
Dai genitori riceve da piccola lezioni di danza e pianoforte e viene poi mandata alla Texas Woman's University, dove studia psicologia e lavori sociali.
Dopo un iniziale impiego nei lavori sociali, a partire dal 1972 inizia a dedicarsi alla sua vera passione, la recitazione e, per questo motivo, decide di trasferirisi in California.
Nel 1976, fa così il proprio debutto televisivo in un episodio della serie Charlie's Angels, mentre nel 1979 partecipa a Zoot Suit, la prima produzione messicano-americana ad essere ammessa a Broadway.
Nel 1985 è tra i fondatori del Latino Theater Company di Los Angeles.
Nel 1997, partecipa al film, basato su una storia vera, Selena, dove interpreta il ruolo di Yolanda Saldívar, la donna che fu accusata dell'assassinio della cantante messicana Selena Quintanilla Pérez (interpretata nel film da Jennifer Lopez).
Nel 2002, riceve il premio speciale della giuria al Sundance Film Festival per il ruolo di Carmen García nel film Le donne vere hanno le curve.
Nello stesso anno, in un'intervista rilasciata al New York Times, muove una critica ai produttori di Hollywood per il fatto di essere sempre accostata a dei ruoli stereotipati da latina.
Nel 2004, entra a far parte come personaggio ricorrente del cast della serie televisiva Desperate Housewives, dove interpreta per 8 episodi fino al 2012 il ruolo di Juanita Solis, la suocera di Gabrielle. Il ruolo le vale nel 2005 una nomination al Premio Emmy come miglior attrice non protagonista.
Nel 2010, le viene assegnato dalla National Association of Latino Independent Producer un premio alla carriera..
Nel 2011 partecipa a Los Americans, una serie televisiva statunitense che si caratterizza per il suo focus multi generazionale, lavorando con attori quali Esai Morales, Yvonne DeLaRosa, Raymond Cruz, Ana Villafañe e JC Gonzalez (suo nipote nella serie). La serie racconta le vicende dei Valenzuela, una famiglia di classe media di origini latine che vive a Los Angeles. I Valenzuela affrontano problemi familiari come la maggior parte delle famiglie americane: la mobilità sociale, l'alcolismo, la disoccupazione, l'immigrazione e l'identità culturale, l'infedeltà.
Ammalatasi di cancro al fegato, Lupe Ontiveros è morta in un ospedale di Whittier (Contea di Los Angeles, California) il 26 luglio 2012, a 69 anni.
È stata sepolta nel Rose Hills Memorial Park di Whittier.

## Filmografia parziale

### Cinema
- Il più grande amatore del mondo (The World's Greatest Lover), regia di Gene Wilder (1977)
- Zoot Suit (1981)
- Frontiera (1982)
- El Norte, regia di Gregory Nava (1983)
- Il sogno della città fantasma (Little Treasure) (1985)
- I Goonies (The Goonies), regia di Richard Donner (1985)
- I delitti del rosario (The Rosary Murders), regia di Fred Walton (1987)
- Prova di forza (A Show of Force) (1990)
- Dolly Dearest - La bambola che uccide (Dolly Dearest) (1991)
- I nuovi eroi (Universal Soldier) (1992)
- Patto di sangue (1993)
- La carpa (1993)
- Mi familia (My Family), regia di Gregory Nava (1995)
- Selena, regia di Gregory Nava (1997)
- Il coraggioso (The Brave), regia di Johnny Depp (1997)
- Qualcosa è cambiato (As Good as It Gets), regia di James L. Brooks (1997)
- Candyman - Il giorno della morte (Candyman: Day of the Dead), regia di Turi Meyer (1999)
- Chuck & Buck (2000)
- Luminarias (2000)
- Strippers (2000)
- Gabriela, regia di Vincent Jay Miller (2001)
- Le donne vere hanno le curve (Real Women Have Curves), regia di Patricia Cardoso (2002)
- Tortilla Heaven (2007)
- Dark Mirror (2007)
- This Christmas - Natale e altri guai, regia di Preston A. Whitmore II (2007)
- Universal Signs (2008)
- Days of Wrath (2008)
- Matrimonio in famiglia (Our Family Wedding), regia di Rick Famuyiwa (2010)
- Beverly Hills Chihuahua 2, regia di Alex Zamm (2011)

### Televisione
- Charlie's Angels – serie TV, 1 episodio (1976)
- Alice – serie TV, 2 episodi (1977)
- La famiglia Bradford – serie TV, 1 episodio (1977)
- Sulle strade della California – serie TV, 1 episodio (1978)
- Bolle di sapone – serie TV, 1 episodio (1978)
- Hill Street giorno e notte – serie TV, 3 episodi (1981-1983)
- American Playhouse – serie TV, 1 episodio (1982)
- Saranno famosi – serie TV, 1 episodio (1986)
- Grand Slam – serie TV (1990) 30
- Río Diablo – film TV (1993)
- Dudley – serie TV, 5 episodi (1995)
- L'atelier di Veronica – serie TV, 4 episodi (1997)
- Pasadena – serie TV, 4 episodi (2001-2002)
- Mr. St. Nick – film TV (2002)
- Greetings from Tucson – serie TV, 22 episodi (2002-2003)
- Desperate Housewives – serie TV, 8 episodi (2004-2012)
- 30 Days Until I'm Famous – film TV (2004)
- I Griffin – serie TV, 1 episodio (2009)
- Los Americans – serie TV, 8 episodi (2011)
- Rob – serie TV, 8 episodio (2012)

## Riconoscimenti
- 2000: National Board of Review Award alla miglior attrice non protagonista per il ruolo di Beverly Franco in Chuck & Buck[10]
- 2001: nomination all'Independent Spirit Award per la miglior attrice non protagonista per il ruolo di Beverly Franco in Chuck & Buck[11]
- 2002: premio speciale della giuria al Sundance Film Festival per il ruolo di Carmen García nel film Le donne vere hanno le curve
- 2005: Nomination al Premio Emmy per il ruolo di Juanita Solis in Desperate Housewives[4]

## Doppiatrici italiane
Lupe Ontiveros è stata doppiata da:
- Doriana Chierici in Qualcosa è cambiato[12]
- Aurora Cancian in Le donne vere hanno le curve[13][14]
- Sonia Scotti in Desperate Housewives[15][16]
- Giuliana Nanni in Selena